# Dnipro (huyện của tỉnh Dnipropetrovsk)
Dnipro (tiếng Ukraina: Дніпровський район, chuyển tự: Dniprovs'kkyi raion) là một huyện của tỉnh Dnipropetrovsk thuộc Ukraina. Huyện Dnipropetrovsk có diện tích 1.388 km², dân số theo điều tra dân số ngày 5 tháng 12 năm 2001 là 77.868 người với mật độ 56 người/km². Trung tâm huyện nằm ở Dnipro.